# گرانت لیدبیتر
گرانت لیدبیتر (انگلیسی: Grant Leadbitter؛ زادهٔ ۷ ژانویهٔ ۱۹۸۶) بازیکن فوتبال اهل بریتانیا است.
از باشگاه‌هایی که در آن بازی کرده‌است می‌توان به باشگاه فوتبال میدلزبرو، باشگاه فوتبال ساندرلند، باشگاه فوتبال روترهام یونایتد، و باشگاه فوتبال ایپسویچ تاون اشاره کرد.
وی همچنین در تیم‌های ملی فوتبال زیر ۱۶ سال انگلستان، زیر ۱۷ سال انگلستان، زیر ۱۹ سال انگلستان، زیر ۲۰ سال انگلستان، و زیر ۲۱ سال انگلستان بازی کرده‌است.